# ボクシング世界バンタム級王者一覧
ボクシング世界バンタム級王者一覧は、以下の団体の世界バンタム級王座を獲得した人物を年代順にまとめた一覧表。なお、NYSACはニューヨーク州アスレチックコミッションの略称。
- 世界ボクシング協会（WBA）、1921年に全米ボクシング協会（NBA）として創設。
- 世界ボクシング評議会（WBC）、1963年にWBAと欧州、英連邦、中南米、東洋の地域団体との討議機関として創設。1968年にはWBAと完全に分裂。

| 名前                        | 国籍           | 在位期間                            | 認定団体 |
| --------------------------- | -------------- | ----------------------------------- | -------- |
| ジョージ・ディクソン        | イギリス       | 1887年 - 1888年                     | 世界     |
| チャッピー・モラン          | イギリス       | 1889年5月22日 - 1890年1月31日       | 世界     |
| トミー・ケリー              | アメリカ合衆国 | 1890年1月31日 - 1892年5月9日        | 世界     |
| ビリー・プリマー            | イギリス       | 1892年5月9日 - 1895年5月28日        | 世界     |
| ペドラー・パルマー          | イギリス       | 1895年5月28日 - 1899年9月12日       | 世界     |
| テリー・マクガバン          | アメリカ合衆国 | 1899年9月12日 - 1901年              | 世界     |
| ハリー・ハリス              | アメリカ合衆国 | 1901年 - 1901年                     | 世界     |
| ハリー・フォーブス          | アメリカ合衆国 | 1901年11月11日 - 1903年8月13日      | 世界     |
| フランキー・ニール          | アメリカ合衆国 | 1903年8月13日 - 1904年10月17日      | 世界     |
| ジョー・ポーカー            | イギリス       | 1904年10月17日 - 1905年(返上)       | 世界     |
| ジミー・ウォルシュ          | アメリカ合衆国 | 1905年10月21日 - 1906年(返上)       | 世界     |
| オーエン・モラン            | イギリス       | 1907年4月22日 - 1907年(返上)        | 世界     |
| モンテ・アッテル            | アメリカ合衆国 | 1909年6月19日 - 1910年2月22日       | 世界     |
| フランキー・コンリー        | アメリカ合衆国 | 1910年2月22日 - 1911年2月26日       | 世界     |
| ジョニー・クーロン          | カナダ         | 1910年3月6日 - 1914年6月9日         | 世界     |
| キッド・ウィリアムス        | デンマーク     | 1914年6月9日 - 1917年1月9日         | 世界     |
| ピート・ハーマン            | アメリカ合衆国 | 1917年1月9日 - 1920年12月22日       | 世界     |
| ジョー・リンチ              | アメリカ合衆国 | 1920年12月22日 - 1921年7月25日      | 世界     |
| ピート・ハーマン（2期目）   | アメリカ合衆国 | 1921年7月25日 - 1921年9月23日       | 世界     |
| ジョニー・バフ              | アメリカ合衆国 | 1921年9月23日 - 1922年7月10日       | 世界     |
| ジョー・リンチ(2期目)       | アメリカ合衆国 | 1922年7月10日 - 1924年3月21日       | 世界     |
| エイブ・ゴールドスタイン    | アメリカ合衆国 | 1924年3月21日 - 1924年12月19日      | 世界     |
| エディ・マーティン          | アメリカ合衆国 | 1924年12月19日 - 1925年3月20日      | 世界     |
| チャーリー・ローゼンバーグ  | アメリカ合衆国 | 1925年3月20日 - 1927年(剥奪)        | 世界     |
| バド・テイラー              | アメリカ合衆国 | 1927年6月24日 - 1928年1月24日(返上) | 世界     |
| バッシー・グラハム          | アメリカ合衆国 | 1928年5月23日 - 1929年4月12日(返上) | 世界     |
| パナマ・アル・ブラウン      | パナマ         | 1929年6月18日 - 1935年6月1日        | NBA      |
| シクスト・エスコバル        | プエルトリコ   | 1935年6月1日 - 1935年8月26日        | NBA      |
| バルタサル・サンチグリ      | スペイン       | 1935年6月1日 - 1935年6月29日        | NBA      |
| トニー・マリノ              | アメリカ合衆国 | 1936年6月29日 - 1936年8月31日       | NBA      |
| ルー・サリカ                | アメリカ合衆国 | 1935年8月26日 - 1935年11月15日      | NBA      |
| シクスト・エスコバル(2期目) | プエルトリコ   | 1935年11月15日 - 1937年9月23日      | 世界     |
| ハリー・ジェフラ            | アメリカ合衆国 | 1937年9月23日 - 1938年2月20日       | 世界     |
| シクスト・エスコバル(3期目) | プエルトリコ   | 1938年2月20日 - 1939年10月4日(返上) | 世界     |
| ジョージ・ペース            | アメリカ合衆国 | 1939年10月29日 - 1940年9月24日      | 世界     |
| ルー・サリカ(2期目)         | アメリカ合衆国 | 1940年9月24日 - 1942年8月7日        | 世界     |
| マヌエル・オルティス        | アメリカ合衆国 | 1942年8月7日 - 1947年1月6日         | 世界     |
| ハロルド・デード            | アメリカ合衆国 | 1947年1月6日 - 1947年3月11日        | 世界     |
| マヌエル・オルティス(2期目) | アメリカ合衆国 | 1947年3月11日 - 1950年5月31日       | 世界     |
| ビック・タウィール          | 南アフリカ連邦 | 1950年5月31日 - 1952年11月15日      | 世界     |
| ジミー・カラザース          | オーストラリア | 1952年11月15日 - 1954年5月(返上)    | 世界     |
| ロベルト・コーエン          | フランス       | 1954年9月19日 - 1955年(剥奪)        | 世界     |
| ラウル・マシアス            | メキシコ       | 1955年3月9日 - 1957年11月6日        | 世界     |
| マリオ・ダガタ              | イタリア       | 1956年6月29日 - 1957年4月1日        | 世界     |
| アルフォンソ・アリミ        | アルジェリア   | 1957年11月6日 - 1959年7月8日        | 世界     |
| ホセ・ベセラ                | メキシコ       | 1959年7月8日 - 1960年8月30日(返上)  | 世界     |
| アルフォンソ・アリミ(2期目) | アルジェリア   | 1960年10月25日 - 1961年5月21日      | 世界     |
| エデル・ジョフレ            | ブラジル       | 1960年11月18日 - 1963年4月4日       | 世界     |